# Feitiço de Amor
Feitiço de Amor é uma telenovela portuguesa exibida pela TVI entre 11 de junho de 2008 e 11 de maio de 2009, num total de 348 capítulos, substituindo Deixa-me Amar e sendo substituída por Deixa que Te Leve nas noites do canal. Da autoria da Casa da Criação, é escrita por Sandra Santos, Inês Gomes, Catarina Peixoto, Mafalda Ferreira, Mariana Ribeiro e Paula Castro Rosa, e direção de projeto de António Borges Correia.
Contou com Rita Pereira, José Carlos Pereira, Luís Esparteiro, Maria João Luís, Maria João Abreu, António Pedro Cerdeira, Alexandra Leite, Manuel Cavaco e Marta Melro nos papéis principais da trama
Foi reposta na TVI Ficção entre 5 de junho de 2013 e 28 de novembro de 2013, substituindo Anjo Selvagem. Não teve substituta, já que o canal decidiu alargar o tempo de duração de O Teu Olhar, que doravante passou a transmitir dois episódios por dia.
A telenovela foi reexibida entre 26 de maio de 2014 e 21 de maio de 2015, ocupando a faixa das 18h, na TVI. Posteriormente, entre 25 de maio de 2015 e 25 de setembro de 2015, por motivos de alteração na grelha do canal, a transmissão passou para o início da tarde, às 14h:45m 
Foi novamente reposta pela TVI Ficção entre 27 de agosto de 2016 e 18 de março de 2017, substituindo Espírito Indomável e sendo substituída por O Beijo do Escorpião. Regressa ao mesmo canal, em 25 de agosto de 2022, em substituição de Quer o Destino.

## Enredo
Alice Santos (Rita Pereira) é uma força da natureza. Jovem, bonita, impetuosa, teimosa, aventureira, mas ao mesmo tempo doce, carinhosa, simples e terna. Alice espalha alegria ao seu redor. Adora crianças e é igualmente afectuosa com os animais. Desde pequena que Alice sente especial afinidade por cavalos. Sempre aventureira, em criança costumava fugir para a coutada do vizinho para montar às escondidas o único cavalo que ele tinha. Alice cresceu com intenção de ser veterinária e foi por causa disso que se mudou de Aveiro (onde morava com os pais) para o Porto. Habituada a tomar conta de si, e não querendo sobrecarregar os pais, que já tinham bastantes dificuldades financeiras, Alice meteu mãos à obra e arranjou part-times para custear os estudos e a estadia noutra cidade. Serviu em cafés e restaurantes, trabalhou em lojas de animais, fez o que pode para se desenrascar. É atrás de um balcão que Alice conhece AFONSO MENEZES (Gustavo Vargas) e os dois apaixonam-se à primeira vista. Começam a namorar, vivem um sonho cor-de-rosa e o inevitável acontece. Encantado com a sua simplicidade, doçura e alegria contagiantes, Afonso pede-a em casamento. Feliz e apaixonada, Alice aceita de imediato. A novidade apanha todos de surpresa, sobretudo o pai de Afonso, que não vê com bons olhos que o filho case com alguém fora do seu universo social. E logo alguém como Alice, que é tão dona do seu nariz que não se deixa pisar, nem curvar à vontade dos Menezes! Envolvida numa bolha de felicidade, Alice não quer saber das opiniões negativas do sogro. Ela quer é ser feliz e fazer os outros felizes, sobretudo Afonso! Porém, no dia do casamento, o sonho cor-de-rosa de Alice desmorona-se. No copo de água, Alice apanha Afonso aos beijos com a sua prima, VERÓNICA SANTOS (Mafalda Pinto), uma mulher interesseira e sem escrúpulos. ALICE abandona o marido e foge, protagonizando uma fuga espectacular que deixa os convidados de boca aberta. Decidida a não deixar que ninguém saiba onde ela está, toma o rumo da capital. Alice chega a Lisboa apenas com a roupa que tem no corpo e alguns trocados na carteira, mas com uma grande vontade de dar a volta por cima. À chegada, entusiasma-se por uma prova de equitação. É aí que conhece HENRIQUE SACRAMENTO (José Carlos Pereira), dono de um dos cavalos que está em competição. Os dois chocam de imediato. Entretanto, na pista, o cavalo de Henrique assusta-se e foge para a rua com a sua pequena cavaleira, SUSANA (Maria Ramos), na garupa. O pânico instala-se e cavalo e cavaleira sofrem um acidente. JOAQUIM MESTRE (Manuel Cavaco), capataz do Centro Hípico dos Sacramento e avô de Susana, percebe que Alice não tem para onde ir e pede-lhe que passe a noite a velar pelo cavalo. Ela acaba por aceitar com pena do animal. Alice vai ficando e Joaquim contrata-a como tratadora. Mais tarde, Joaquim vai ensiná-la a ser equitadora e ela começa a dar aulas às crianças do Centro Hípico. Quando tudo parece correr sobre rodas, o destino volta a pregar mais uma partida a Alice. A proximidade com Henrique é cada vez maior e a atracção acaba por surgir. O pior é que Henrique representa tudo aquilo que ela mais detesta num homem. Playboy rico, mulherengo inveterado, está habituado a ter tudo o que quer, incluindo mulheres. Interessa-se por Alice, mas ela não quer envolver-se com um homem que ainda é pior do que o seu marido no que toca à fidelidade. Ele não está disposto a desistir e, enquanto ela faz tudo para o afastar, Henrique vai fazer tudo para adicionar Alice ao seu rol de conquistas. Mais uma vez o destino decide intervir e, inevitavelmente, os dois acabam por se apaixonar. Porém, a relação de ambos não será fácil. É que além de Henrique ter os seus próprios dramas pessoais para resolver, Afonso aparece à procura da mulher, querendo-a de volta na sua vida.

## Elenco
- Rita Pereira - Alice Rodrigues Santos (Protagonista)
- José Carlos Pereira - Henrique Reis Sacramento (Protagonista)
- Gustavo Vargas - Afonso Maria Vaz Pessoa Menezes (Co-Antagonista)
- Mafalda Pinto - Verónica Santos (Antagonista)
- Maria João Luís - Maria Antónia Reis Sacramento (Co-Protagonista)
- Luís Esparteiro - Augusto Neves
- Maria João Abreu - Sofia Reis
- Maria João Falcão - Luísa Mestre
- António Pedro Cerdeira - Eduardo Rocha
- Alexandra Leite - Carmo (Carminho) Vaz Pessoa Menezes
- Alexandre de Sousa - Francisco Pessoa Menezes
- Teresa Madruga - Conceição (São) Rodrigues Santos
- António Melo - Manuel Santos
- Estrela Novais - Maria da Graça (Gracinha) Esteves
- Elsa Valentim - Ilda Piedade
- João Cabral - Gabriel Silva
- Maya Booth - Joana Silva
- Marta Melro - Raquel Duarte
- André Nunes - Nuno Neves
- João Catarré - Bernardo Reis
- Rita Calçada Bastos - Rita Rocha
- Sofia Arruda - Filipa Neves
- Adriana Moniz - Natacha Pessoa Menezes
- Angélico Vieira (†) - Leonardo (Léo)
- Helena Costa - Paula Ferreira
- Joana Ribeiro Santos - Catarina Vaz Pessoa Menezes
- Miguel Nunes - Tomás Piedade Silva
- Renato Godinho - João Carlos (Joca) Ferreira
- Rui Luís Brás - Daniel Machado
- Joana Brandão - Laura Antunes
- Leonor Seixas - Diana Prates
- Fernando Fernandes - Sérgio
- João de Carvalho - Cristóvão
- Eurico Lopes - Ricardo
- Joana de Carvalho - Kátia
- Manuel Cavaco no papel de Joaquim Mestre

Elenco Infantil
- Catarina Rebelo - Maria Antunes Reis Sacramento
- Gonçalo Turiel - Dinis Duarte Ferreira
- Maria Ramos - Susana Mestre

Elenco adicional
- Adérito Lopes - César
- Afonso Vilela - Zé Manel
- Ana Bastos - Irene
- Anabela Brígida
- Antónia Terrinha - Directora da prisão
- Elisa Lisboa - Inês
- Fernando Tavares Marques - Baptista
- Francisco Andrade - Dr. José Melo
- Ian Velozza - Dr. Carlos
- Joaquim Frazão - Celso
- Micaela Cardoso - Carla
- Patrícia Roque - Diana Mendes
- Quimbé - Nelo
- Raquel Guerra - Vera
- Rogério Jacques - Fernando
- Sérgio Grilo (†) - Jorge
- Rui Pedro Maia -rui
- Adriana Figueroa Andrade - manifestante

## Banda Sonora
- Lara Afonso - Foi Feitiço (Cover de André Sardet) (Tema de Genérico)
- Susana Félix - Amanhecer (sempre mais uma vez)
- JP - Piano Slow 1
- Pólo Norte - Asa Livre
- Romana - Abre-se uma janela
- Classificados - Rosa (do teu jeito ser)
- Rádio Macau - Levo-me no voo das minhas asas (Tema de Sofia)
- Dina - Esta Manhã em Lisboa (Tema Geral)
- Maxi - Um passo atrás
- Catarina Pereira - Mais que perfeito (Tema de Luísa)
- Ricardo Azevedo - És tu (o que eu quero)
- Xaile - A Minha circunstância
- NBC - Voice Mail
- Sépia - Tu aqui ao pé de mim
- Melanie C - Understand
- Sexto Sentido - Como Eu Penso Em Ti
- Perfil - Tens no olhar
- Tucha - Ao fim do mundo
- Mickael Carreira - Deixa-me parar o tempo
- Sexto Sentido e Rita Guerra - Só Tu (Versão Acústica)
- Lara Afonso - Dizer adeus (O vazio)
- Per7ume e Rui Veloso - Intervalo (Tema de Alice)
- Margarida Pinto - Apontamento
- Yami - Sei que te vais
- João Gil - Tudo Contigo
- Gabriela Cilmi - Sweet about me (Tema de Alice)
- The Fingertips - Melancholic Ballad (For The Leftlovers) (Estúdio)(Tema de Alice e Henrique)
- Balla - Construir uma mentira (Versão s/ Valete) (Tema de Verónica)
- Mesa - Estrela Carente
- TT com Nuno Guerreiro - Vem cá (Dá-me o teu mundo outra vez)
- Per7ume - Novo
- Jorge Cruz - Anda Menina (Tema de Tomás e Filipa)
- Luis Represas - Entre mim e Eu
- Deolinda - Fado Toninho (Tema de Eduardo e Rita)
- Angélico - Gostasses de Mim (Tema de Alice e Afonso)
- Luiz e a Lata - Como um pintor
- Sinal - Basta Viver (Tema de Raquel e Nuno)

## Audiência
A telenovela Feitiço de Amor estreou a 22 de junho de 2008 com 17,1% de audiência média e 50,3% share. O último episódio alcançou o melhor resultado, com 22,6% de audiência média e 64,6% de share. Entre a data de estreia e 11 de maio de 2009 foram exibidos 348 capítulos, que registaram 15% de audiência média e 41,4% de share.